# Vendetta (grupo ska)
Vendetta vuelve a los escenarios, quiénes fueron un grupo de ska de Navarra que estuvo activo entre 2008 y 2018.
Heldu da unea begitara begira azalpenak albo batera utziz berriz ere bostkote onekin gozatzeko sekula santan ez bezala musikaz!

## Historia
Luisillo Kalandraka y Javier Etxeberria se dispusieron a dar inicio a un nuevo proyecto musical. De su intensa trayectoria internacional surgió una nueva propuesta. Propuesta que Enrikko Rubiños, Rubén Antón, músicos en la última etapa de Skalariak, y Pello Reparaz hicieron posible.
A principios de 2008 la banda empezó a reunirse para dar forma a los primeros temas. Dos canciones, grabadas de forma casera, fueron publicadas como pequeño anticipo de lo que venía siendo sus primeras canciones. Más tarde firman por el sello Gor que incluye el tema "Crédito hipotecario" en el recopilatorio Aurtengo gorakada de 2010.
Después de un año de preparativos y ensayos dieron su fruto en un disco que precedió una vertiginosa gira de carácter internacional. El disco fue titulado como el nombre del grupo, Vendetta. Contiene once canciones inéditas, dos versiones: el mítico tema "Everyday" de The Selecter que en su día versionó Hertzainak (y tituló Egunero) y el tema "The munsters" del músico Jack Marshall, famoso por la serie a la que dio nombre. También hay otros temas como: "Loco", "Comando che guevara", "Son libre", "Como sube", "Soy de barrio", "Ciudad desolación", "Kolorez busti", "Es mentira", "Miedo" y "Vendetta"; esta última contiene un fragmento de la melodía de "Tu vuò fà l'americano" de Renato Carosone más conocida por ser la base para la canción del verano de 2010 "Paparamericano". Es la esencia de un proyecto con canciones basadas en el ska, un estilo al que han sido fieles durante una trayectoria musical de más de diez años. El tamiz del rock tiene una gran presencia, así como otros estilos como el skinhead reggae y el latin hardcore.
Tras Vendetta Tour 2009 y Munster Tour 2010, dos giras de carácter internacional de más de 100 conciertos, la banda firmó por el sello Baga Biga y anunció la salida de su segundo disco para el 1 de marzo de 2011. Un disco que se esperaba que marcase un antes y un después en la trayectoria de este creciente proyecto.
Finalmente, el 1 de marzo de 2011 salió a la venta su segundo álbum, Puro Infierno, el cual mantiene la esencia ska del primero pero incluye nuevos ritmos, los cuales afianzan más la exclusividad del proyecto Vendetta frente a otros grupos. En este nuevo disco no se incluyeron versiones, como sí había sucedido en el primero, la música se volvió más calmada, sin pachanga fácil, y la lírica dio una vuelta de 360 grados. Se aprecian en este álbum ciertas influencias de grupos como Skalariak, Manu Chao, The Police o The Clash. Para este álbum, Pello Repáraz y Javier Etxeberria son los que escribieron las letras de los temas y los que, junto a Luisillo Kalandraka, se encargaron de ponerles voz.
El 5 de diciembre de 2012 salió a la calle su tercer álbum de estudio, Fuimos, Somos y Seremos - Atzo, Gaur eta Bihar. Un disco mucho más maduro, con muchos más matices musicales. Se trata de un trabajo conceptual que gira en torno a los tres temas instrumentales del mismo: "Fuimos", que abre el disco, "Somos", que pone el término medio, y "Seremos", que lo cierra. Si bien en este trabajo siguen presentes los ritmos ska, rock y pachanga, los sonidos jamaicanos, el reggae, el pop y los arreglos de cuerdas, teclas y percusiones toman mucha importancia. Una vez más, Pello Repáraz ("Botella de ron", "Udarako gau luzeak", "Cerca del mar", "Ekainak 24"), Javier Etxeberria ("Time for Freedom", "La parranda", "Cuídate", "Jean Lafitte") y Luisillo Kalandraka ("La vida") se encargaron de poner voz a los temas. Las canciones instrumentales fueron compuestas por Peio Repáraz ("Fuimos", "Seremos") y Javier Etxeberria ("Somos").
La gira Fuimos, Somos y Seremos Tour arrancó el día 8 de febrero en Hospitalet de Llobregat.
Enrolados en el tour, no descansan ni un momento y en noviembre del mismo año (2014) lanzan el sencillo-videoclip titulado “Leña al fuego”, anticipo de lo que será su cuarto trabajo de estudio. Vuelven a jugar con estilos musicales, esta vez acercándose al country o al punk-rock celta, sin dejar nunca la esencia del baile y el ska.
El 5 de diciembre de 2014 sale a la luz 13 Balas, cuarto trabajo de la banda. Un punto de inflexión en la trayectoria de Vendetta. En busca de nuevos sonidos, graban con Paxkal Etxepare, técnico de directo de la banda, consiguiendo una nueva sonoridad. A esto se le suma la apuesta clara por la difusión de su música ofreciéndola en descarga gratuita a todo el mundo, saltando así las fronteras físicas y de cualquier otro tipo en aras de que todo el mundo pueda disfrutar de la banda.

## Miembros
- Rubén Antón, trompeta y coros
- Javier Etxeberria, guitarra y voz
- Luisillo Kalandraka, bajo y voz
- Enrikko Rubiños, batería y percusión
- Pello Reparaz, trombón y voz

## Discografía

### Vendetta(Gor, 2009) CD
1. "Vendetta"
2. "Loco"
3. "Comando Ché Guevara"
4. "Egunero"
5. "Son libre"
6. "Cómo sube"
7. "Soy de barrio"
8. "Ciudad desolación"
9. "Crédito hipotecario"
10. "Kolorez busti"
11. "Es mentira"
12. "Miedo"
13. "Munsters"

### Puro Infierno(Baga Biga, 2011) CD
1. "Makana"
2. "Alerta"
3. "La diabla"
4. "La familia"
5. "A muerte"
6. "Begitara begira"
7. "Buonasera"
8. "Pasos de acero"
9. "Vivir"
10. "Volar"
11. "Sugarra zugan"
12. "Tango atlántico"

### Fuimos, Somos y Seremos - Atzo, Gaur eta Bihar(Baga Biga, 2012) CD
1. "Fuimos"
2. "Time for Freedom"
3. "Botella de ron"
4. "La parranda"
5. "Udarako gau luzeak"
6. "Cuídate"
7. "Somos"
8. "Jean Lafitte"
9. "Cerca del mar"
10. "Ekainak 24"
11. "La vida"
12. "Seremos"

### 13 Balas(Baga Biga, 2014)
1. "Leña al fuego"
2. "Suma"
3. "Tomasa"
4. "Ilunpetan"
5. "África"
6. "Druidas de esta tierra"
7. "Hemen"
8. "Absurdo carnaval"
9. "Welcome to the War"
10. "Pólvora"
11. "Geldiezinak"
12. "Sangre y revolución"
13. "Suite habana"

### Bother(2016)
1. "Pao pao pao"
2. "No volveré"
3. "Bother the Police"
4. "Aún quedan ganas"
5. "Reggaean hegan"
6. "No sabéis amar"
7. "Batasuna"
8. "Qué importa"
9. "Zai"
10. "Madre”

### Canciones inéditas
1. "Zigorren herria" ("Give Peace a Chance")
2. "Gora Iruñea"
3. "20 seinale" ("Altsasuko gaztetxea")
4. "25 urte askapena"
5. "Oroitzapenean" (Pello Reparaz para el Sáhara)

- Datos: Q9092903
- Multimedia: Vendetta (music band) / Q9092903